# Alfredo Gómez Tedeschi
Alfredo Darío Gómez Tedeschi (nacido el 29 de abril de 1951) es un exmagistrado uruguayo, quien se desempeñó como miembro del Tribunal de lo Contencioso Administrativo entre 2012 y 2021.

## Primeros años
Cursó estudios en la Facultad de Derecho de la Universidad de la República, donde se graduó como abogado en 1978.

## Juez de Paz en el interior
En abril de 1978 inició su carrera judicial al ser designado Juez de Paz de la primera sección judicial de Soriano, con sede en la ciudad de Mercedes.
En agosto de 1979 fue trasladado al Juzgado de Paz de la sexta sección judicial de San José, con sede en la ciudad de Libertad.
Desde abril de 1980 fue Juez de Paz de la primera sección judicial de Rivera, con sede en Rivera.

## Juez Letrado en el interior
En junio de 1980 fue ascendido al cargo de Juez Letrado de Rivera de Segundo Turno.
En junio de 1982 pasó a ser Juez Letrado de Maldonado de Tercer Turno.

## Juez Letrado en la capital
En marzo de 1988 ascendió a cumplir funciones en Montevideo como Juez Letrado en lo Penal de Segundo Turno.

## Tribunal de Apelaciones
En abril de 1994 recibió un nuevo ascenso al ser nombrado integrante del Tribunal de Apelaciones en lo Penal de Segundo Turno,en el que permaneció durante diecisiete años. 
En abril de 2011, al crearse el Tribunal de Apelaciones en lo Penal de Cuarto Turno, fue designado para integrar el mismo,donde permanecería menos de un año.

## Tribunal de lo Contencioso Administrativo
El 14 de febrero de 2012 la Asamblea General lo eligió, por 120 votos, como miembro del Tribunal de lo Contencioso Administrativo, para cubrir la vacante generada por el retiro de Jaime Monserrat.Prestó juramento el mismo día. 
Integró el TCA durante nueve años, cesando en su cargo en abril de 2021 al cumplir los 70 años, edad establecida como límite para integrar el Tribunal de lo Contencioso Administrativo según el artículo 308 de la Constitución, que se remite en cuanto a las condiciones para ocupar dicho cargo a las previstas para los miembros de la Suprema Corte de Justicia.
La vacante que dejó al retirarse fue cubierta en junio de 2021 con el ingreso de Luis Simón.